# Хэ (чжуинь)
Хэ — одиннадцатая буква алфавита чжуинь,  обозначает глухой глоттальный щелевой согласный [h]. Происходит от ключа Канси 27 (厂).

## Слоги
В слоге может быть только инициалью (кит. 声 — шэн), как инициаль образует 10 слогов.
| ㄏ                | ㄏ               | ㄏ                | ㄏ                |
| ----------------- | ---------------- | ----------------- | ----------------- |
| ㄏㄚ — ha — ха    | ㄏㄞ — hai — хай | ㄏㄢ — han — хань | ㄏㄤ — hang — хан |
| ㄏㄠ — hao — хао  | ㄏㄜ — he — хэ   | ㄏㄟ — hei — хэй  | ㄏㄣ — hen — хэнь |
| ㄏㄥ — heng — хэн | ㄏㄡ — hou — хоу |                   |                   |

## Производные буквы
| Символ | Изображение | Кодировка     | Кодировка | Кодировка | МФА | Пиньинь           | Уэйд — Джайлз | Тайвань           | Тунъюн-пиньинь | Ютпхин | Хму |
| Символ | Изображение | Юникод        | Big5      | GB 2312   | МФА | Пиньинь           | Уэйд — Джайлз | Тайвань           | Тунъюн-пиньинь | Ютпхин | Хму |
| ------ | ----------- | ------------- | --------- | --------- | --- | ----------------- | ------------- | ----------------- | -------------- | ------ | --- |
| ㄏ     |             | U+310F        | A37E      | A8CF      | x   | h                 | h             |                   | h              |        |     |
| ㄏ     | h           | U+310F        | A37E      | A8CF      | h   |                   | h             | h                 | h              | h      |     |
| ㄏ     | xʰ          | U+310F        | A37E      | A8CF      |     |                   |               |                   |                | hv     |     |
| —      |             | —             | —         | —         | ɣ   |                   |               |                   |                |        |     |
| —      | ɦ           | —             | —         | —         |     |                   |               |                   |                |        |     |
| ㄏ゙     |             | U+310F U+3099 | —         | —         | ɣ   |                   |               |                   |                |        |     |
| ㄏ゙     | ɦ           | U+310F U+3099 | —         | —         |     |                   |               |                   |                |        |     |
| ㆸ     |             | U+31B8        | —         | —         | ɣ   |                   |               |                   |                |        | v   |
| —      |             | —             | —         | —         | ʔ   | (не обозначается) |               | (не обозначается) |                |        |     |
| ㆷ     |             | U+31B7        | —         | —         | ʔ   | -h                |               | -h                | -h             |        |     |
| —      |             | —             | —         | —         | ʔ   | -h                |               | -h                | -h             |        |     |
| —      |             | —             | —         | —         | ʔ   | -h                |               | -h                | -h             |        |     |